# 카리야 테츠
카리야 테츠(일본어: 雁屋哲 가리야 데쓰[*], 1941년 10월 6일 ~ )는 일본의 만화가로, 본명은 도쓰카 데쓰야(일본어: 戸塚哲也)이다.
그는 도쿄 대학교를 졸업한 후 덴쓰(電通)에서 회사원으로 근무했으며, 퇴직 후 만화 스토리 작가로 전환하여 《남자들》(男組) 《야망의 왕국》등을 집필했다.
1983년부터 《빅 코믹 스피릿츠》에 《맛의 달인》을 연재하기 시작했다. 《맛의 달인》 중 〈궁극의 메뉴〉에서 ‘궁극’이라는 말은 1986년도 유행어 대상 신어 부문에서 금상을 수상했고, 1987년 《맛의 달인》으로 쇼가쿠칸(小學館) 만화상을 수상했다. 천황제를 비판한 《일본인과 천황》을 그린 후 극우세력의 협박으로 오스트레일리아로 이민하여 현재 시드니에 거주하고 있다.
저서로는 《맛의 달인》(美味しんぼ), 《한권으로 읽는 맛의 달인 미식특강》 (美味しんぼ塾 : 〈美味しんぼ〉をもっと美味しくする特別講義) 등이 있다.